# 坜景町
24°57′13″N 121°13′20″E / 24.9535892°N 121.222230°E
中壢警察局日式宿舍群，是位於臺灣桃園市中壢區、中壢警分局旁的臺灣總督府警察時期建物，1941年建，列桃園市歷史建築，以「壢景町」之名作文資活化。

## 早期歷史

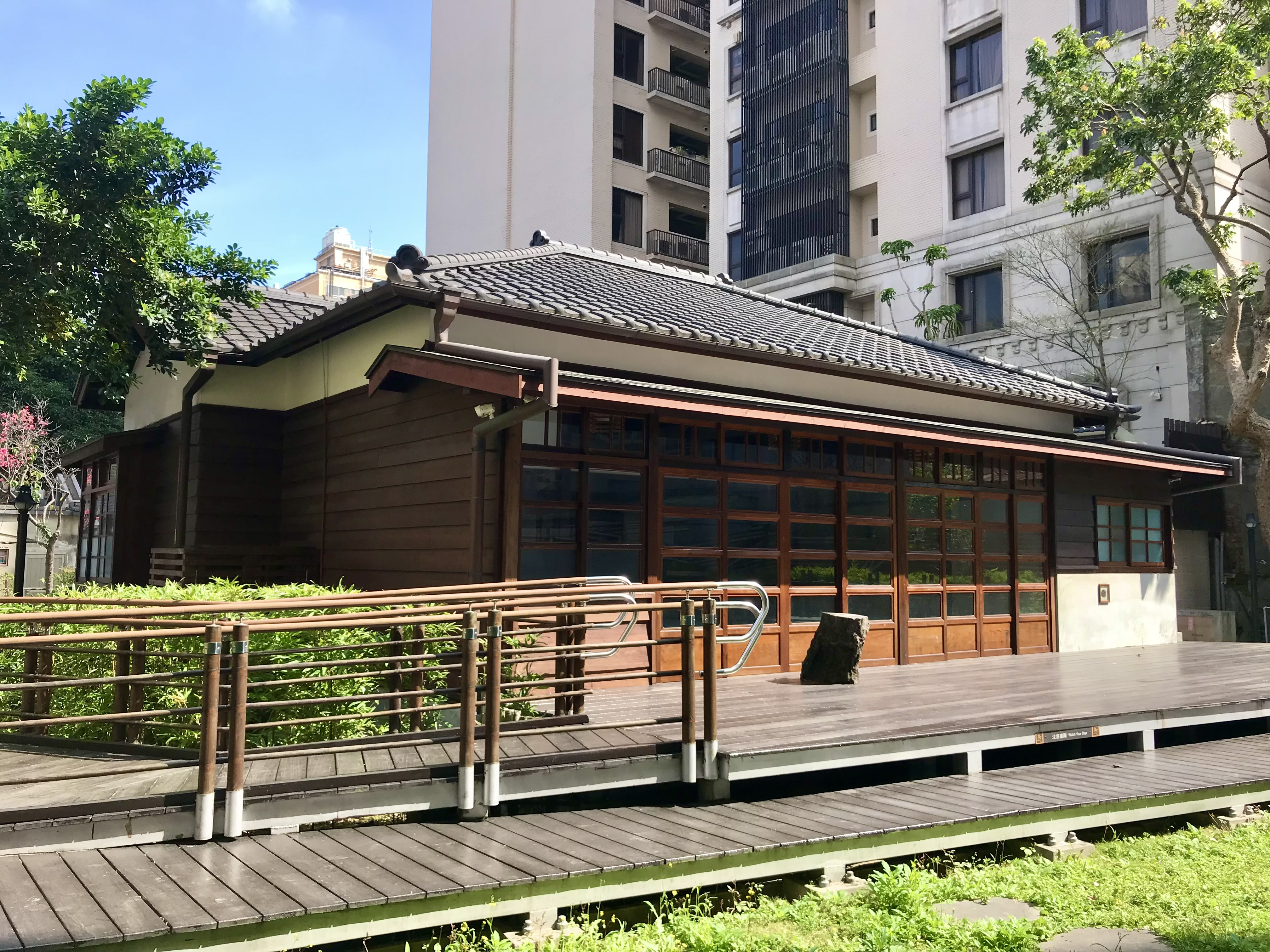
宿舍A棟

中壢車站商圈的日式建築主要集中在中平路、中和路。如中壢警察局日式宿舍群是1941年時由中壢保甲聯合會向居民募款建立，以作為中壢郡役所的宿舍。3間宿舍中，獨間的A棟為長官宿舍、B與C棟均為員警居住的雙併建築，外觀皆為凸窗、木格柵窗台、雨淋板外牆。宿舍群位於交通便利的中壢市區，前面就有桃園、中壢客運的公車招呼站。
1977年11月19日，發生中壢事件，一旁的中壢警分局遭火燒。
B、C棟至活化前依然有人居住，內部空間依然保有座敷、居間、玄關、浴室及編竹夾泥牆。2000年2月22日，因這些宿舍長期遭退休員警及眷屬佔用，中壢警分局寄出存證信函給使用人以限該年4月底搬遷。中壢警分局業管行政組長侯永勝回憶，這些宿舍土地因登記為國有財產局所有，過去國有財產局曾多次行文要求拆除地上物，不過縣警局不同意拆毀。

## 保存活化

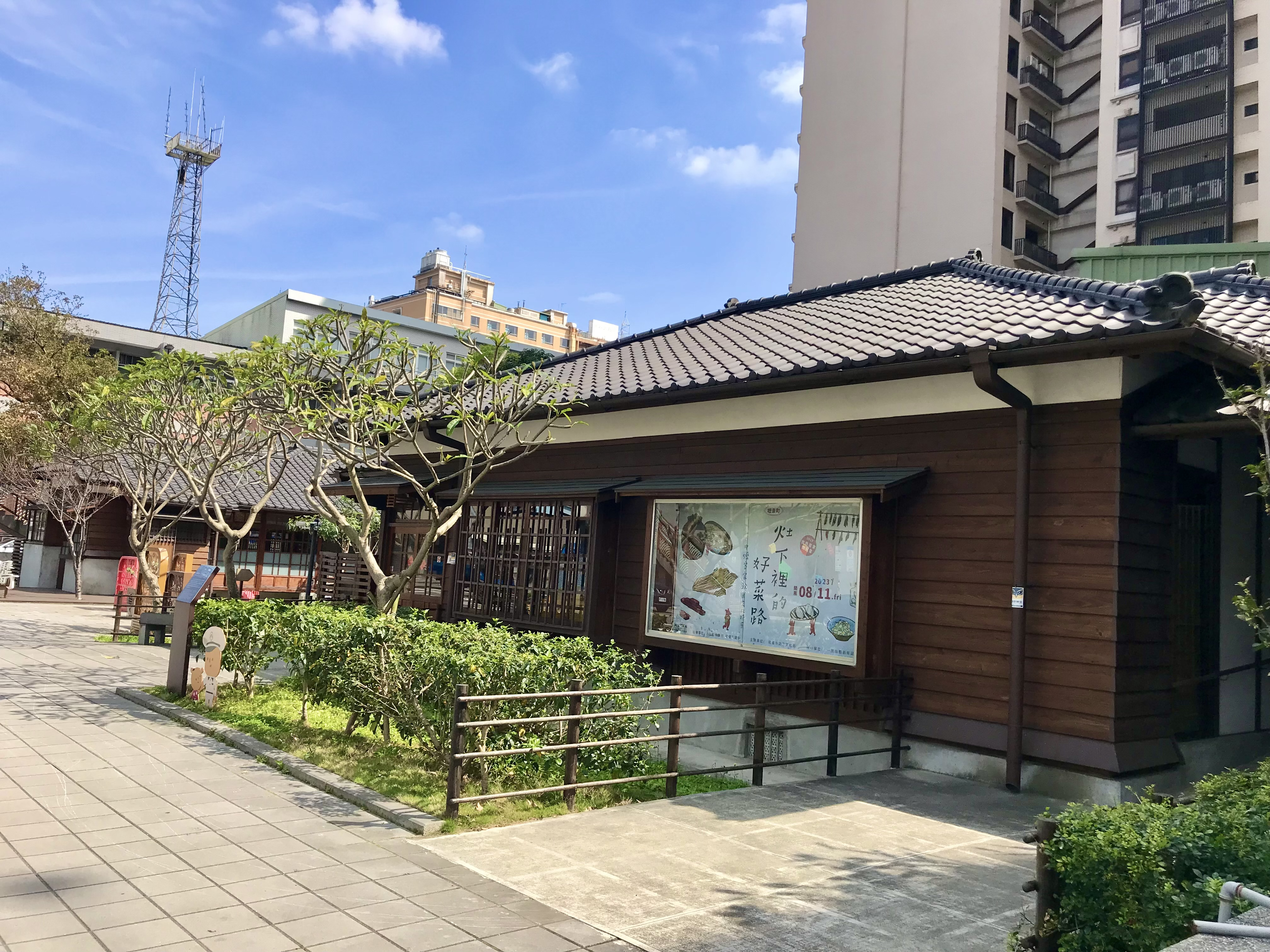
宿舍C棟

2012年4月9日，桃園縣副縣長李朝枝與縣府文化局局長張壯謀會勘後，初步認為可列為文資保存。該年登錄歷史建築後，10月11日，縣長吳志揚在文化局長張壯謀陪同下訪視。
文化局以新台幣5300萬元進行修復，於2017年6月26日開始修復。11月19日，市長鄭文燦出席中壢事件四十週年研討會時表示，計畫將中壢警分局旁的舊宿舍群設置為中壢事件的紀念館。2019年11月15日以「壢景町」之名委外經營時，除市長鄭文燦主持外，中壢事件主角、前縣長許信良也出席。文化局將此些宿舍與中平路故事館、壢小故事森林並稱為「中壢城市故事館群三部曲」。
活化後，壢景町的A棟作為藝文展演、B棟為餐飲空間、C棟為講座閱讀空間。但廠商經營不久就因疫情而難以經營，2023年11月1日暫時閉館，與平鎮延平路日式宿舍合併標租，改由桃園廠商蕃薯藤整理後再開放。

## 外部連結
- 坜景町的Facebook專頁